# La Villedieu-du-Clain
La Villedieu-du-Clain – miejscowość i gmina we Francji, w regionie Nowa Akwitania, w departamencie Vienne.
Według danych na rok 1990 gminę zamieszkiwało 1356 osób, a gęstość zaludnienia wynosiła 189 osób/km² (wśród 1467 gmin regionu Poitou-Charentes La Villedieu-du-Clain plasuje się na 214. miejscu pod względem liczby ludności, natomiast pod względem powierzchni na miejscu 985.).